# جون لويس (سياسي أمريكي)
جون روبرت لويس (بالإنجليزية: John Lewis)‏ (ولد في 21 فبراير 1940 - 17 يوليو 2020) هو سياسي أمريكي وزعيم الحقوق المدنية، وهو الممثل الأمريكي عن مقاطعة الكونغرس الخامسة لجورجيا، خدم في ولايته السابعة عشر في مجلس النواب، وبدأ خدمته أيضًا منذ عام 1987، وهو عميد وفد الكونغرس في جورجيا. تشتمل مقاطعته على ثلاثة الأرباع الشمالية من أطلنطا، وهو عضو في الحزب الديمقراطي.
كان لويس باعتباره رئيسًا للجنة التنسيق الطلابية اللاعنفية (إس إن سي سي) واحدًا من القادة «الستة الكبار» للمجموعات التي نظمت مسيرة الحقوق المدنية إلى واشنطن، بالإضافة إلى أنه لعب العديد من الأدوار الرئيسية في حركة الحقوق المدنية وإجراءاتها المتخذة لإنهاء التمييز العنصري في الولايات المتحدة. هو عضو في قيادة الحزب الديمقراطي في مجلس النواب الأمريكي، وشغل منصب نائب رئيس السوط (ضابط الانتظام) منذ عام 1991 ومنصب كبير نواب السوط منذ عام 2003.
مُنح لويس العديد من الدرجات الفخرية، وهو حاصل على عدد من الجوائز من المؤسسات الوطنية والدولية المشهورة، بما فيها أعلى  وسام شرف مدني في الولايات المتحدة، ووسام الحرية الرئاسي.

## نشأته
ولد جون لويس في تروي، ألاباما، وهو الابن الثالث لوالدته ويلي ماي (كارتر قبل زواجها) ووالده إيدي لويس. كان والداه مزارعَين بالعمولة. ترعرع لويس في مقاطعة بايك، ألاباما. لديه العديد من الأشقاء بمن فيهم إخوته إدوارد وغرانت وفريدي وسامي وأدولف ووليام، وأخواته إيثيل وروزا وأورا. في عمر السادسة، لم يكن لويس قد رأى إلا شخصين من ذوي البشرة البيضاء في حياته. تلقى تعليمه في المدرسة الثانوية للتدريب في مقاطعة بايك، برانديدج، ألاباما، وأيضًا في كلية اللاهوت المعمدانية الأمريكية وفي جامعة فيسك، وكلاهما في ناشفيل، تينيسي، حيث أصبح قياديًا في اعتصامات ناشفيل. دُعي عندما كان طالبًا لحضور ورش العمل اللاعنفية التي أقيمت في قبو كنيسة كلارك التذكارية المتحدة الميثودية على يد القس جيمس لوسون والقس كيلي ميلر سميث. أصبح لويس والعديد من زملائه الطلاب هناك ملتزمين ومخلصين للانضباط وفلسفة اللاعنف، التي ما يزال يمارسها في حياته حتى اليوم.
كانت اعتصامات ناشفيل مسؤولة عن إلغاء الفصل العنصري بين مناضد الغداء في وسط البلد في ناشفيل. اعتُقل لويس وسُجن عدة مرات في حركة اللاعنف لإلغاء التمييز في منطقة وسط البلد. شارك بعد ذلك في مسيرات ركاب الحرية برعاية مؤتمر المساواة العنصرية، الذي ترأسه جيمس فارمر، وأصبح في النهاية زعيمًا وطنيًا لحركة الحقوق المدنية واحترام كرامة الإنسان. قال جون لويس في مقابلة له: «عايشت التمييز العنصري عندما كنت طفلًا صغيرًا. رأيت إشارات تقول «رجال بيض، رجال ملونون، نساء بيضاوات، نساء ملونات». وأتذكر عندما كنت طفلًا صغيرًا أذهب مع إخوتي وأخواتي وأولاد عمي إلى المكتبة العامة لنحاول الحصول على بطاقات المكتبة من أجل رؤية بعض الكتب، وكان يخبرنا أمين المكتبة إن المكتبة مخصصة للأشخاص البيض فقط وليست من أجل «الملونين»». خلال إحدى رحلات الطفولة إلى بوفالو، نيويورك، رأى لويس للمرة الأولى رجالًا بيض ورجالًا سود يعملون معًا من أجل إلغاء الفصل العنصري في نوافير المياه، وبدأ يؤمن أن حلم تحقيق المساواة هو أكثر من مجرد حلم. استمع لويس إلى الدكتور مارتن لوثر كينغ الابن وروزا باركس على الراديو، ودعم هو وعائلته حملة مقاطعة حافلات مونتغمري. التقى لويس باركس في عام 1957 عندما كان عمره 17 عامًا، والتقى كينغ في السنة التالية.

## نشاطات الحقوق المدنية
كان جون لويس الأصغر بين القادة «الستة الكبار» بوصفه رئيس لجنة التنسيق الطلابية اللاعنفية (إس إن سي سي) في الفترة بين عامي 1963 و1966، التي كانت من أكثر السنوات اضطرابًا في ما يتعلق بحركة الحقوق المدنية. خلال فترة توليه للمنصب، فتحت لجنة التنسيق الطلابية اللاعنفية مدارس الحرية، وأطلقت مشروع صيف الحرية في ميسيسيبي، ونظمت بعض جهود تسجيل الناخبين خلال مسيرات سِلما الاحتجاجية للحقوق المدنية. بصفته رئيسًا للجنة التنسيق الطلابية اللاعنفية، كتب لويس خطابًا يرد فيه على مشروع قانون الحقوق المدنية في عام 1963. ندد بالمشروع لأنه لم يحمِ الأمريكيين من أصل أفريقي ضد وحشية الشرطة أو يمنحهم حق التصويت.
تخرج لويس من الكلية اللاهوتية المعمدانية الأمريكية في ناشفيل، ثم حصل على درجة بكلوريوس في الفلسفة والدين من جامعة فيسك. كرس نفسه لحركة الحقوق المدنية عندما كان طالبًا. نظم اعتصامات في مناضد الغداء التي فرض فيها الفصل العنصري في ناشفيل، وشارك في العديد من نشاطات الحقوق المدنية الأخرى باعتباره جزءًا من الحركة الطلابية في ناشفيل. كان مساهمًا في تنظيم الاعتصامات الطلابية ومقاطعة الحافلات والاحتجاجات اللاعنفية في الكفاح من أجل المساواة العرقية والمساواة في حق الانتخاب.
في عام 1960، أصبح لويس واحدًا من ركاب الحرية الثلاثة عشر الأساسيين. كان هناك سبعة بيض وستة سود من المقرر أن يركبوا من العاصمة واشنطن إلى نيو أورلينز بطريقة متكاملة. كانت العديد من ولايات الكونفدرالية القديمة في ذلك الوقت ما تزال تطبق القوانين التي تمنع الركاب السود والركاب بالبيض من الجلوس إلى جانب بعضهم في وسائل النقل العامة. أُنشئ الركوب الحر، الذي بدأته زمالة المصالحة وأعاد إحياءه جيمس فارمر ومؤتمر المساواة العنصرية، للضغط على الحكومة الفيدرالية لفرض قرار المحكمة العليا في قضية بويتون ضد فيرجينيا (1960) الذي أفاد بأن الفصل العنصري المنفصل في باصات السفر يعتبر غير دستوري. تعرض لويس وآخرون من ركاب الحرية للضرب من قبل العصابات الغاضبة، واعتقلوا في بعض المرات وأُخِذوا إلى السجن. عندما فقد مؤتمر المساواة العنصرية الأمل من الركوب الحر بسبب العنف، رتب لويس وزميله الناشط دايان ناش تولي طلاب ناشفيل الموضوع وجعله ينجح.
في عام 1963، عندما استقال تشاك مكديو من منصب رئيس لجنة التنسيق الطلابية اللاعنفية، سرعان ما انتُخب لويس، وهو أحد الأعضاء المؤسسين، ليأخذ مكانه. كانت خبرة لويس في تلك المرحلة تحظى باحترام واسع النطاق. جعلته شجاعته وإخلاصه القوي لفلسفة المصالحة واللاعنف يصبح زعيمًا. بحلول هذا الوقت، كان قد اعتُقل 24 مرة في النضال اللاعنفي من أجل العدالة المتساوية. شغل منصب رئيس اللجنة حتى عام 1966.
في عام 1963، سُمي لويس بصفته رئيسًا للجنة التنسيق الطلابية اللاعنفية واحدًا من القادة «الستة الكبار» الذين كانوا ينظمون مسيرة واشنطن، وهي المناسبة التي ألقى فيها كينغ خطابه بعنوان «لدي حلم»، إلى جانب ويتني يونغ، وَأ. فيليب راندولف، وجيمس فارمر، وروي ويلكينز. تحدث لويس أيضًا في المسيرة. كتب المؤرخ هاورد زين في الحديث عن المناسبة قائلًا: «في مسيرة واشنطن الكبيرة عام 1963، كان رئيس لجنة التنسيق الطلابية اللاعنفية جون لويس يتحدث إلى الحشد الهائل ذاته الذي ألقى أمامه مارتن لوثر كينغ خطاب لدي حلم ومستعدًا ليسأل السؤال المناسب الذي يقول: «مع أي جانب تقف الحكومة الفيدرالية؟» استُبعدت هذه الجملة من خطابه من قبل منظمي المسيرة لتجنب إهانة حكومة كينيدي. لكن لويس وزملاءه العاملين في لجنة التنسيق الطلابية اللاعنفية واجهوا مرارًا وتكرارًا السلبية الغريبة للحكومة الوطنية في مواجهة العنف الجنوبي». في عمر الثالثة والعشرين، كان أصغر متحدث في ذلك اليوم وما يزال آخر متحدث على قيد الحياة.
في عام 1964، نسق لويس جهود لجنة التنسيق الطلابية اللاعنفية من أجل «صيف الحرية في ميسيسيبي»، وهي حملة من أجل تسجيل الناخبين السود في أنحاء الجنوب. كان صيف الحرية محاولة لتعريف الطلاب الجامعيين من أنحاء البلاد إلى مخاطر الحياة الأمريكية الأفريقية في الجنوب. سافر لويس في أنحاء البلاد يشجع الطلاب على قضاء عطلتهم الصيفية محاولين مساعدة الأشخاص في ولاية ميسيسيبي، وهي أكثر الولايات تمرّدًا في الاتحاد، بالتسجيل والتصويت. أصبح لويس معروفًا على المستوى الوطني من خلال دوره البارز في مسيرات سِلما إلى مونتغمري الاحتجاجية، عندما قاد مع زميله الناشط هوشيا ويليامز في 7 مارس عام 1965 -اليوم الذي أصبح يعرف باسم «الأحد الدامي»- أكثر من 600 متظاهر عبر جسر إدمون بيتوس في سِلما، ألاباما. في نهاية الجسر، لاقاهم جنود ولاية ألاباما الذين أمروهم بالتفرق. عندما توقف المتظاهرون كي يصلوا، أطلقت الشرطة الغاز المسيل للدموع وهاجم الجنودُ المتظاهرين وضربوهم بالعصي الليلية. تعرض لويس لكسر في جمجمته لكنه استطاع الهرب عبر الجسر إلى كنيسة براون تشابل في سِلما. قبل أن يتمكنوا من أخذ لويس إلى المستشفى، ظهر على كاميرات التلفاز يناشد الرئيس جونسون للتدخل في ألاباما. يحمل لويس ندوبًا من الحادث على رأسه ما تزال ظاهرة إلى اليوم.

## وفاته
توفي لويس في 17 يوليو 2020 جراء تداعيات وصوله لمرحلة متقدمة من سرطان البنكرياس. نعاه الرئيس الأمريكي دونالد ترمب وأمر بتنكيس الأعلام في اليوم التالي تكريمًا له، ونعاه الرئيس الأسبق أوباما والرئيس بيل كلينتون ووزيرة الخارجية السابقة هيلاري كليتنون، ورئيسة مجلس النواب الأمريكي وعدد من السياسيين والسياسيات.

## روابط خارجية
- جون لويس على موقع IMDb (الإنجليزية)
- جون لويس على موقع الموسوعة البريطانية (الإنجليزية)
- جون لويس على موقع مونزينجر (الألمانية)
- جون لويس على موقع إن إن دي بي (الإنجليزية)
- جون لويس على موقع قاعدة بيانات الفيلم (الإنجليزية)
- جون لويس على موقع كينوبويسك (الروسية)